# Owen I de Strathclyde
Owen I de Strathclyde (fl. 934) (en latín: Eugenius; en goidélico: Eòghann; en galés: Owain) fue rey de Strathclyde durante el siglo X. Probablemente era hijo de Dyfnwal I de Strathclyde, que puede haber estado relacionado con anteriores gobernantes del reino de Strathclyde. Centrado originalmente en el valle del río Clyde, este reino parece haber experimentado una considerable expansión hacia el sur en el siglo IX o X, tras lo cual se le conoció como el reino de Cumbria.
Owen pudo haber representado a los cumbrios en la alianza tripartita con los reinos de Alba y Mercia, reunidos por Ethelfleda de Wessex, Señora de los mercios en la segunda década del siglo X. En esta época, se registra que los cumbrianos hicieron campaña contra Ragnall ua Ímair o Sitric Cáech. Owen puede ser también el rey de Strathclyde que se registra que se sometió al hermano de Ethelfleda de Wessex, Eduardo el Viejo, rey de los anglosajones, en el 920 con Ragnall y Constantín mac Áeda, rey de Alba. Además, Owen parece haber estado presente en otra asamblea en el 927, cuando él, Constantín, Ealdred (hijo de Eadwulf), y quizás Owain ap Hywel, rey de Gwent, reconocieron el señorío del hijo y sucesor de Eduardo el Viejo, Athelstan. Esta asamblea pudo haberse celebrado en o cerca del río Eamont, aparentemente la frontera sur del reino de Cumbria.
Owen está atestiguado por primera vez en el 934, cuando Athelstan invadió y arrasó el reino escocés de Alba y aparentemente el de Strathclyde también. Después de esta campaña, se sabe que tanto Owen como Constantín estuvieron presentes en la corte real de Athelstan, presenciando varios estatutos como subreguli del inglés. Tres años después, los escoceses y los cumbrios se aliaron con Amlaíb mac Gofraid contra los ingleses en la batalla de Brunanburh del año 937. Es posible que Owen sea idéntico al rey de Cumbria sin nombre del que se tiene constancia que participó en esta derrota ante los ingleses. Si él estaba realmente presente, podría haber estado entre los muertos. Se dice que su hijo Dyfnwal ab Owain gobernó como rey de Strathclyde unos pocos años.

## Antecedentes

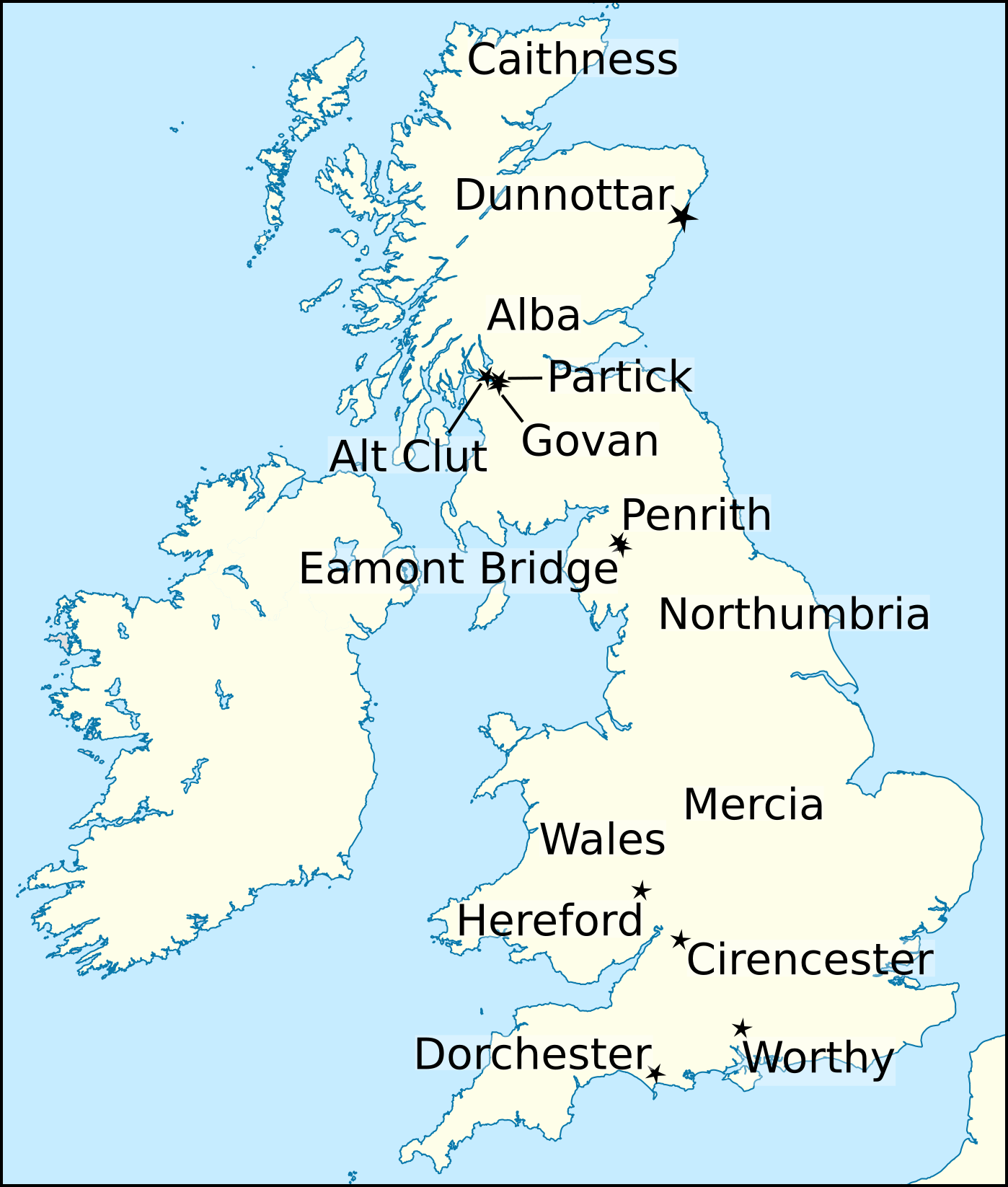
Mapa de Gran Bretaña e Irlanda. Lugares relacionados con la vida y los tiempos de Owen.

Durante cientos de años, hasta finales del siglo IX, el centro de poder del reino de Strathclyde fue el castillo de Dumbarton fortaleza de Al Clut (Clyde Rock). En el año 870, esta fortaleza de los britanos fue tomada por los escandinavos con base en Irlanda, después de lo cual el centro del reino parece haberse reubicado más arriba del río Clyde, y el propio reino comenzó a llevar el nombre del valle del río Clyde, Ystrad Clud (Strathclyde). La nueva capital del reino puede haber estado situada en las cercanías de Partick y Govan, que se encuentran a ambos lados del río Clyde, y la aparente inclusión en el nuevo hinterland del reino del valle y la región de la moderna Renfrewshire puede explicar este cambio de terminología.

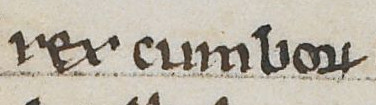
El título del nieto de Owen I y su eventual sucesor, Máel Coluim, tal como aparece en el folio 9r de la Biblioteca Británica Cotton Faustina B IX (Crónica de Melrose): rex Cumbrorum.

En algún momento después de la pérdida de Al Clud, el reino de Strathclyde parece que experimentó un período de expansión. Aunque la cronología precisa es incierta, en el año 927 la frontera sur alcanzó el río Eamont, cerca de Penrith. El catalizador de esta extensión meridional pudo haber sido el dramático declive del reino de Northumbria a manos de los escandinavos conquistadores, y la expansión puede haber sido facilitada por la cooperación entre los cumbrios y los escandinavos insulares a finales del siglo IX y principios del X. Con el tiempo, el reino de Strathclyde se fue conociendo cada vez más como el Cumbria (Cumberland), lo que refleja su expansión mucho más allá del valle del Clyde.

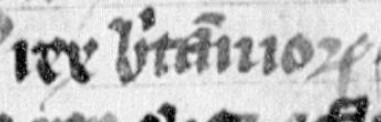
El título del padre aparente de Owen, Dyfnwal I de Strathclyde, tal como aparece en el 29r de la Biblioteca Nacional de Francia, París, en el Manuscrito Poppleton: rex Britanniorum.

Owen era probablemente hijo de Dyfnwal I de Strathclyde. Dyfnwal está específicamente atestiguado por una única fuente, la del siglo IX al XII en la Crónica de los reyes de Alba, que revela que murió entre el 908 y el 915. Se desconoce el parentesco de Dyfnwal, aunque podría haber sido un miembro de la dinastía británica que gobernó Strathclyde antes que él. Pudo haber sido un hijo, o un nieto de Eochaid de Escocia. Alternativamente, Dyfnwal podía haber representado una rama más distante de la misma dinastía. En cualquier caso, los nombres que conducen a Owen y sus aparentes descendientes sugieren que era un miembro de la familia real de Strathclyde.

## Alianza tripartita del norte de Ethelfleda

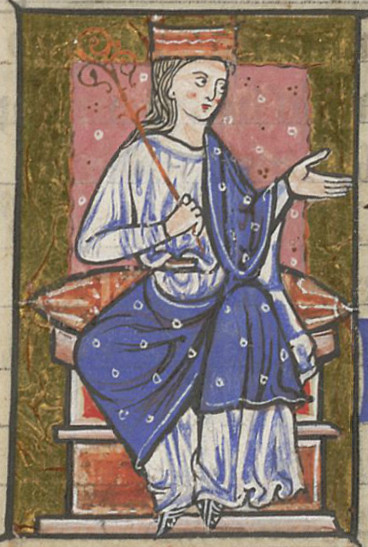
Retrato iluminado en miniatura de Ethelfleda, del folio 14r de la Biblioteca Británica Cotton Claudius B VI.

Según los Anales fragmentarios de Irlanda del siglo XI, en algún momento entre los años 911 y 918, Ethelfleda, Señora de los mercios orquestó una alianza de mercianos, escoceses y cumbrios, para combatir la creciente amenaza de los escandinavos insulares. El pacto estipulaba que, en caso de que uno de estos tres pueblos fuera atacado, los otros acudirían en su ayuda. Se afirma además que los cumbrios y escoceses tuvieron éxito en la destrucción de varios asentamientos escandinavos. Si este registro es realmente exacto, una posibilidad es que, mientras los escoceses se centraron en Argyll y las Islas Hébridas, los cumbrios podían haber concentrado sus esfuerzos contra las colonias escandinavas en el fiordo de Solway. Aunque los Anales fragmentarios de Irlanda afirman que un rey escandinavo «saqueó Strathclyde y su tierra», también se dice que este ataque fue «ineficaz». El monarca atacante sin nombre puede haber sido Ragnall ua Ímair, que probablemente controlaba el territorio del oeste del reino de Northumbria en esta época. Otro candidato es Sihtric Cáech, un pariente de la dinastía Uí Ímair, que según la misma fuente se apoderó del reino de Dublín antes del ataque. El líder de los escoceses de entonces era Constantín mac Áeda, rey de Alba. El registro de la muerte de Dyfnwal antes de 915, y las pruebas de que Owen I gobernó el reino de Strathclyde en las décadas posteriores, sugieren que sucedió a Dyfnwal como rey, y representó al reino en la alianza. No se ha registrado que los cumbrios hayan recibido ninguna ayuda de Ethelfleda; esto podría indicar que fueron atacados después de su muerte en el año 918.

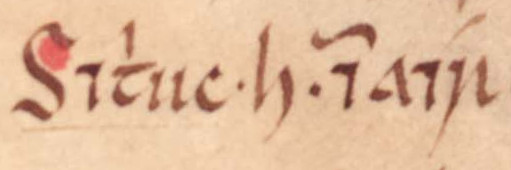
El nombre de Sihtric Cáech que aparece en el folio 29r de la Biblioteca Bodleian de Oxford Rawlinson B 489 (Anales de Úlster).

En el año de la muerte de Ethelfleda, Ragnall y los escoceses lucharon en la sangrienta pero no concluyente Batalla de Corbridge, un enfrentamiento atestiguado por fuentes como los Anales de Ulster de los siglos XV y XVI, la Crónica de los reyes de Alba de los siglos IX y XII, y la Historia de Sancto Cuthberto de los siglos X y XI. El conflicto parece haber sido asociado con el intento de Constantino II de Escocia de reinsertar al exiliado gobernante de Northumbria Ealdred I de Bernicia, hijo de Eadwulf II de Northumbria, en el oeste de Northumbria.  Aunque la presencia de los cumbrios en la campaña no está registrada específicamente, es posible que ellos también participaran en las operaciones contra los escandinavos insulares.  En cualquier caso, la capacidad de Ragnall ua Ímair para capear el ataque parece haberle llevado a consolidar su autoridad en el oeste de Northumbria.

## Asamblea del norte de Eduardo del 920

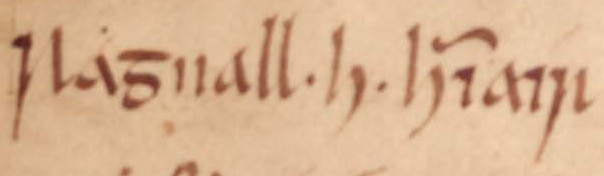
El nombre de Ragnall ua Ímairtal como aparece en el folio 29r de la Biblioteca Bodleian de Oxford, Rawlinson B 489.

En el 920, la versión "A" de la Crónica anglosajona de los siglos IX al XII alega que el hermano de Ethelfleda, Eduardo el Viejo, rey de los anglosajones, obtuvo el reconocimiento de la señoría de Constantino II de Escocia —aunque no identificado por su nombre—, Ragnall, los hijos de Eadwulf (aparentemente Ealdred y Uhtred), y un innominado «rey de los galeses de Strathclyde» (Stræcledweala cyning), un monarca que bien puede ser idéntico al propio Owen. La asamblea pudo haber tenido lugar en Peak District, una región donde Eduardo había construido recientemente un burh en Bakewell. De hecho, esta fortaleza bien podría haber sido el lugar de la reunión.
A pesar de la afirmación de la crónica de la presentación recibida de Eduardo, hay razones para sospechar que el evento fue más bien una especie de negociación, tal vez un acuerdo sobre la reciente orientación del mapa político. Por ejemplo, Eduardo había obtenido hacia poco el control de Mercia y partes de Northumbria, mientras que Ragnall obtuvo el reino vikingo de York en el 919.  La Chronicon ex chronicis del siglo XII afirma que se concluyó un tratado de paz entre las partes.  Una posibilidad es que los escoceses y los cumbrios estuvieran obligados a no atacar los territorios de Ragnall en Northumbria mientras Ragnall se abstuviera de conspirar contra la autoridad de Eduardo. El relato de los ataques de Ragnall a los cumbrios que se conserva en los Anales fragmentados de Irlanda parece indicar que se le consideraba una amenaza grave. La evidencia de la expansión hacia el sur de Cumbria ciertamente sugiere que el reino de Owen I compartía varias fronteras con los escandinavos insulares: un frente oriental a lo largo de los Peninos, un frente sur a lo largo del río Eamont, y un frente occidental a lo largo de la costa y quizás en Galloway. En cualquier caso, a Ragnall y a los hijos de Eadwulf no se les concedieron títulos reales en el contexto de esta asamblea—a diferencia de los reyes escoceses y de Cumbria— lo que podría indicar que Eduardo reclamaba un grado de dominio sobre Ragnall y los Eadwulf que no reclamaba sobre los demás monarcas.

## Asamblea del norte de Athelstan del 927

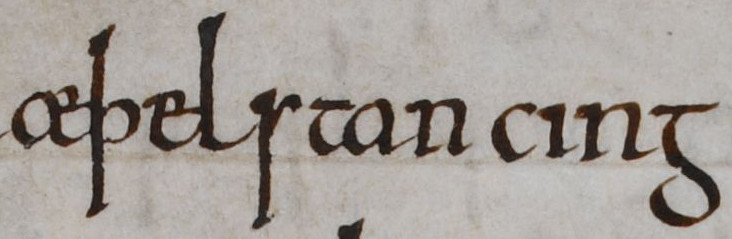
El nombre y el título de Athelstan como aparece en el folio 141r de la Biblioteca Británica Cotton Tiberius B I (la versión "C" de la Crónica Anglosajona): Æþelstan cing.

Owen también pudo haber participado en una asamblea de reyes con Athelstan, rey de los anglosajones en el 927.
Según la versión "D" de la Crónica anglosajona, la reunión tuvo lugar en Eamotum, y a ella asistieron Athelstan, el rey galés Hywel Dda, Custantín, Owain ap Hywel, rey de Gwent, y Ealdred. Según la Gesta Regum Anglorum del siglo XII, una asamblea tuvo lugar en Dacre, un centro eclesiástico cerca del río Eamont. La lista de asistentes de esta fuente difiere de la de la Crónica en el hecho de que se menciona al propio Owen en lugar de a Owain ap Hywel. De hecho, es muy posible que las asambleas se refieran al mismo evento, y no es improbable que ambos «Owains» estuvieran presentes. En cualquier caso, la implicación de Owen I, puede haber tenido que ver con el apoyo prestado a Gofraid ua Ímair, un hombre que se apoderó temporalmente de la realeza de York en el 927 antes de ser expulsado en ese mismo año por Athelstan. Ciertamente, Gesta Regum Anglorum afirma que Athelstan convocó a los reyes de Cumbria y Escocia a la asamblea después de haber forzado a Gofraid de York a Scotia.

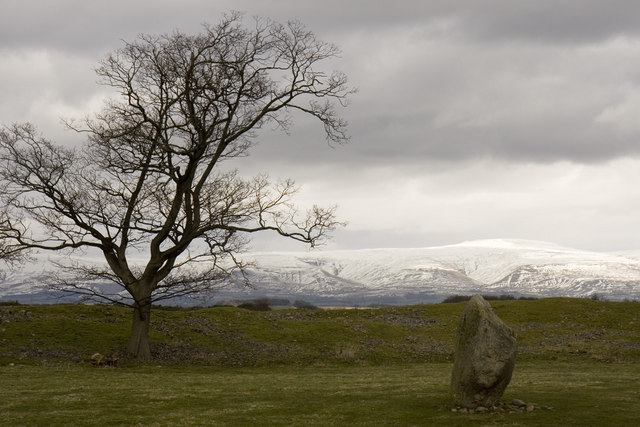
El henge prehistórico de Mayburgh, cerca del Puente de Eamont, una de las varias posibles ubicaciones de una asamblea de reyes del norte en el año 927.

La ubicación registrada de la asamblea puede ser evidencia de que el reino de Cumbria llegó tan al sur como el río Eamont. Es un fenómeno bien probado que los monarcas europeos medievales negociaban con sus vecinos sobre sus límites territoriales comunes. De hecho, el poema contemporáneo en latín Carta, dirige gressus parece no únicamente corroborar la reunión en sí, pero puede evidenciar incluso más la importancia de la asamblea para los cumbrios. Específicamente, el poema dice que Custantín se apresuró a Bryttanium para rendir su sumisión, y es posible que esta terminología se refiera al reino de Cumbria, a diferencia de toda la isla de Gran Bretaña. Por lo tanto, las fuentes que anotan la asamblea pueden revelar que tuvo lugar cerca del río Eamont en Dacre. Otra posibilidad es que la reunión se hubiera fijado en las proximidades del Puente Eamont, entre el río Eamont y el río Lowther. No muy lejos de este lugar hay dos henges prehistóricos Mayburgh y la Mesa redonda del rey Arturo) y los restos de un castrum (Brocavum), cualquiera de los cuales podría haber servido como sede de una importante asamblea. En cualquier caso, la asamblea de Athelstan en el norte, y otra convocada cerca de la frontera galesa no mucho tiempo después, marcaron un punto de inflexión en la historia de Gran Bretaña. No únicamente reclamó la monarquía unificada de Inglaterra, sino que se posicionó como el rey de la propia Gran Bretaña.

## Invasión de Athelstan del 934

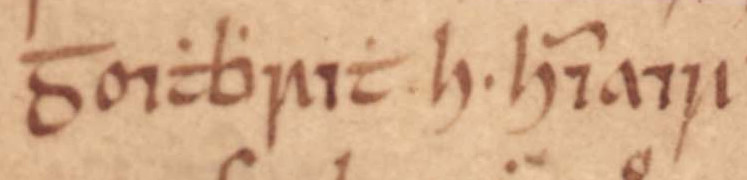
El nombre de Gofraid ua Ímair como aparece en el folio 29v de la Biblioteca Bodleian de Oxford Rawlinson B 489.

En el 934, el concordato entre Athelstan y los reyes del norte se derrumbó de manera dramática, y el primero lanzó una invasión al norte. La Crónica anglosajona relata que el rey inglés penetró en el reino de Alba con fuerzas terrestres y marítimas, y por lo tanto arrasó con gran parte del reino. Los preparativos para esta masiva empresa parecen estar evidenciados por varias cartas reales que datan de mayo y junio de ese año. Las mismas fuentes parecen revelar que Athelstan fue apoyado en su campaña por los potentados galeses Hywel Dda, Idwal Foel, rey de Gwynedd, y Morgan ab Owain, rey de Gwent. El relato más completo de la campaña inglesa se conserva en la Historia Regum del siglo XII, una fuente que afirma que las fuerzas terrestres de Athelstan marcharon hasta Dunnottar y Wertermorum, y que sus fuerzas marítimas llegaron hasta Catenes —aparentemente Caithness—.
Según el Libellus de exordio del siglo XII, Owen y los cumbrios fueron atrapados en la campaña, con Owen y su contraparte escocesa, Custantín, siendo puestos en fuga por las fuerzas de Athelstan. El reino de Cumbria, por lo tanto, parece haber soportado el mismo destino que el de los escoceses. Las razones detrás de la campaña de Athelstan son inciertas. Una posibilidad es que Owen y Custantín hubieran roto ciertas promesas que habían hecho a los ingleses en el 927. Quizás el último renegó de una promesa de rendir homenaje. Según Chronicon ex chronicis el rey de Alba había roto un tratado con Athelstan, y que el primero se vio obligado a entregar un hijo como rehén inglés. De manera similar, Gesta Regum Anglorum afirma que Athelstan invadió Alba porque el reino de Custantín estaba «otra vez en revuelta».  Ya sea que la invasión no fue provocada u orquestada en venganza, esta y otra campaña dirigida contra los cumbrios once años después, bien podía haber sido utilizada por la dinastía inglesa Cerdic como una forma de sobrecoger e intimidar a los potentados vecinos.

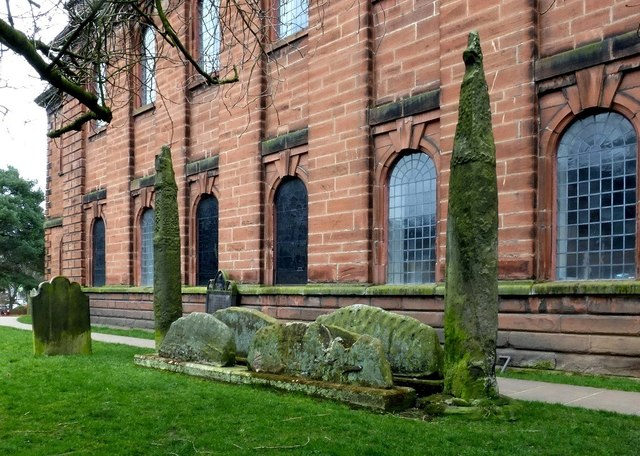
La Tumba del Gigante, una colección de aparentes monumentos del siglo X en Penrith, Cumbria. Las piedras muestran importantes influencias escandinavas, y están tradicionalmente asociadas a un legendario rey, conocido variablemente como Owain Cesarius. Es posible que esta figura se refiera a Owen I, o a cualquiera de los reyes de Cumbria de los siglos X y XI que llevaban el mismo nombre.

La evidencia de la carta sobreviviente, que data de septiembre del 934, revela que el derrotado Constantino I de Escocia —Custantín— se sometió a Athelstan, y en presencia de este último fue testigo de una carta a uno de los hombres de la casa del rey inglés. El registro real de esta carta se conserva en un vocabulario del siglo XIV. Tales cartografías medievales comúnmente abrevian las listas de testigos. Sorprendentemente, la lista de testigos no registra ningún potentado galés que pueda indicar que sus nombres no se conservan en el cartograma. Si es correcto, el propio Owen I podría haber estado entre los testigos también. En cualquier caso, Owen parece haber pasado tiempo en la corte de Athelstan, atestiguando varias de los documentos anglosajones de este último. Por ejemplo, parece haber presenciado una como un subregistro en Worthy fechado el 20 de junio de 931, y otro como un subregulus —con Constantino y tres reyes galeses— en Cirencester fechado en 935, y otros dos como un subregulus (con tres reyes galeses) en Dorchester fechado el 21 de diciembre de 937. El orden de las listas de testigos en los estatutos supervivientes de Athelstan parece revelar la posición eminente que Owen disfrutaba entre sus pares reales, y sugiere que se le consideraba el tercer rey más poderoso de Gran Bretaña, después de Custantín y Athelstan. El hecho de que no se sepa que Constantino haya atestiguado ningún estatuto inglés antes del 934 podría indicar que su ausencia de la corte de Athelstan fue un acto de insubordinación calculada. Como tal, la invasión inglesa del 934 podría haber sido de naturaleza punitiva, y su éxito puede ser ejemplificado en parte por la aparición de Constantino en la lista de testigos de la carta de septiembre del 934, en la que él es el primer subregulus registrado entre otros.

## Derrota en Brunanburh en el 937

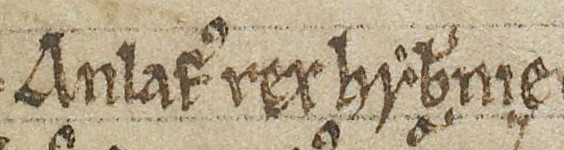
El nombre de Olaf III Guthfrithson, también conocido como Amlaíb mac Gofraid aparece en el folio 7v of British Library Cotton Faustina B IX como: Anlafus rex Hẏberniæ'.

El intento de Athelstan de incorporar a los reyes del norte a un sistema imperial de subreguli, un acuerdo que había iniciado con los gobernantes de Gales, se interrumpió antes del final de la década. Después del 935, ninguno de los subreguli de Athelstan se registran en presencia del rey. Puede haber sido más o menos en este período cuando el hijo de Gofraid ua Ímair, Olaf III Guthfrithson, concluyó la alianza matrimonial a la que se refiere el Chronicon ex chronicis, con la hija de Constantino II de Escocia. Ciertamente, Olaf III, consolidó el poder en Irlanda entre los años 934 y 936, antes de cruzar el mar de Irlanda y enfrentarse a los ingleses en la batalla de Brunanburh en 937. Apoyando a Olaf contra Athelstan —el hombre que había forzado al padre de Olaf a dejar el poder en Northumbria— estaban los escoceses y los cumbrios. Descrita por los Anales del Ulster como «una gran, lamentable y horrible batalla», la victoria inglesa en Brunanburh fue un rotundo logro militar para Athelstan. Sin embargo, independientemente de su importancia para los contemporáneos y las generaciones posteriores, la ubicación exacta de Brunanburh es incierta.

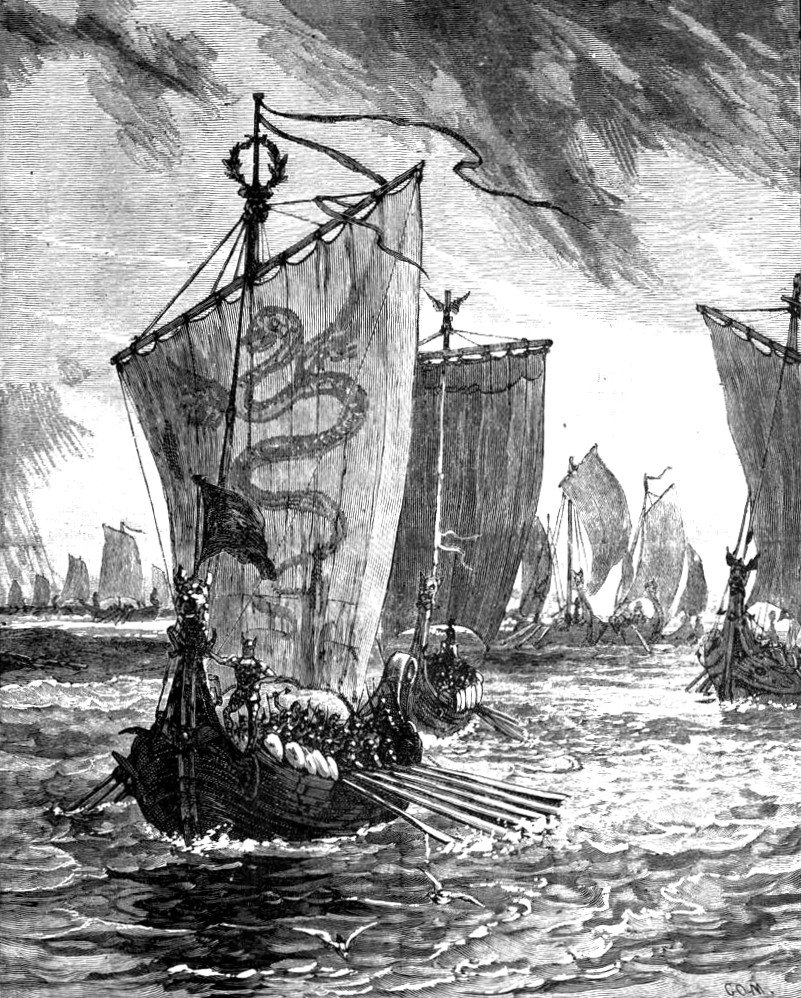
Una representación de principios del siglo XX de Olaf III, haciendo campaña contra los ingleses en el 937.

Owen I, puede ser el rey de Cumbria del que se tiene constancia que participó. Las fuentes que se refieren a la presencia de este monarca, como en Historia regum Anglorum, y en Libellus de exordio que no identifican al personaje por su nombre. La batalla es también el tema de un poema de alabanza la Batalla de Brunanburh, conservada por la Crónica anglosajona. Este panegírico —una de las fuentes más importantes para el conflicto— afirma que un hijo de Constantino fue asesinado en la batalla, y que cinco reyes también perdieron la vida contra los ingleses. Aunque el texto no menciona específicamente a los cumbrios, es posible que el autor eligiera dejarlos fuera debido a limitaciones técnicas en cuanto al metro (poesía) y la estructura de la pieza. Dejando fuera a los cumbrios y Owen, el poema presenta los lados opuestos simétricamente: los sajones occidentales y mercianos —liderados por Athelstan y Edmundo I de Inglaterra— frente a los escandinavos y escoceses-liderados por Olaf y Constantino. Tal vez la parte de los cumbrios en el conflicto fue eclipsada por los combatientes; o tal vez el compositor del poema se limitó a considerar que los partidarios de Olaf estaban suficientemente representados por los escoceses. En cualquier caso, si Owen fue de hecho un participante en el conflicto, es posible que estuviera entre los que perecieron.

## Sucesión

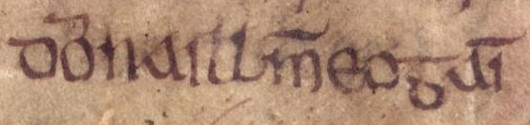
Los nombres de Owen y su hijo, Dyfnwal, tal y como aparecen en el folio 25r de biblioteca Bodleiana de Oxford Rawlinson B 502 (Saltair na Rann): Domnaill meic Eogain.

Es posible que la escala de las bajas en Brunanburh —que parecen haber debilitado las fuerzas de Æthelstan así como las de sus oponentes— podría haber sido aprovechada por los 
cumbrios para permitir su expansión. La muerte de Athelstan en el 939 también habría proporcionado otra oportunidad de consolidar tales ganancias territoriales. En cualquier caso, parece probable que Owen, o su hijo sucesor Dyfnwal, se sometiera a Athelstan poco después del enfrentamiento en Brunanburh. En el siglo X  la Life of St Cathróe parece revelar que Dyfnwal poseyó la realeza no mucho tiempo después. Owen, Dyfnwal, y su hijo Máel Coluim, están atestiguados por el Saltair na Rann del siglo X en un pasaje sobre este último.